# Sagui-de-cara-suja
Sagui-de-cara-suja (Leontocebus fuscicollis) é uma espécie de primata do Novo Mundo que ocorre no Bolívia, Equador, Colômbia, Brasil e Peru.